# Jaén
Jaén este un oraș în Spania.

## Monumente
- Catedrala din Jaén